# Malacothamnus gracilis
Malacothamnus gracilis là một loài thực vật có hoa trong họ Cẩm quỳ. Loài này được (Eastw.) Kearney mô tả khoa học đầu tiên năm 1951.